# Ларин, Александр Дмитриевич
Александр Дмитриевич Ларин (6 июня 1935, Москва — 23 января 2020, Москва) — советский и российский архитектор. Заслуженный архитектор РСФСР (1990), лауреат Государственной премии РСФСР в области архитектуры (1969), член-корреспондент Российской академии архитектуры и строительных наук. Доктор архитектуры, профессор МАРХИ.

## Биография

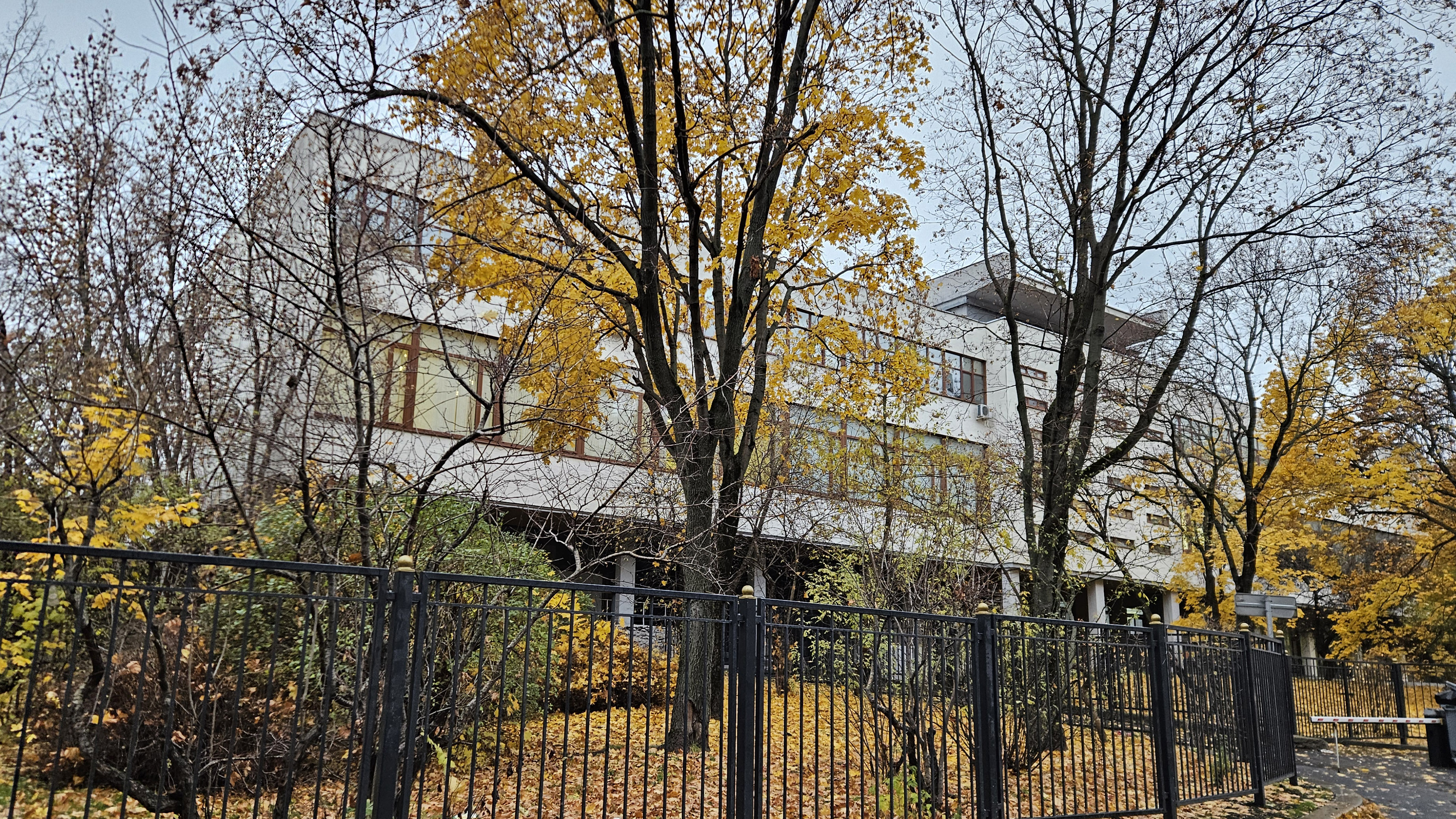
Московская академия хореографии

Жилой дом на углу Зелёного проспекта и Новогиреевской улицы

Родился 6 июня 1935 года в Москве. Учился в Московском архитектурном институте у В. Ф. Кринского, Г. А. Симонова, В. В. Лебедева, Я. Б. Белопольского, Е. Б. Новиковой. После окончания института в 1959 году по приглашению своего научного руководителя В. В. Лебедева стал работать в мастерской № 12 Моспроекта.
Первой работой А. Д. Ларина стало здание Московского академического хореографического училища. В. В. Лебедев вспоминал:
Был, конечно, определённый риск привлекать молодого, еще не имеющего достаточного опыта архитектора на такую работу. Можно было начать с более простых задач, как это обычно бывает. Но я как-то сразу поверил в силы Александра Ларина, как говорится, «бросил его в воду — и он поплыл…»
Ларин стал соавтором Лебедева в работе над этим проектом. Совместный труд авторского коллектива был высоко оценён: они были удостоены Государственной премии РСФСР в области архитектуры 1969 года.
А. Д. Ларин принимал участие в ряде архитектурных конкурсов. Среди его конкурсных проектов реконструкция центра Ульяновска, Центр искусств на плато Бабур в Париже, Оперный театр в Софии и другие. За проект жилого района на 100 тысяч жителей Гоцлав в Варшаве в составе коллектива он был удостоен премии министра строительства и промышленных материалов ПНР. А. Д. Ларин был удостоен первой премии в конкурсе «Возрождение Самарканда». На конкурсе проектов Всемирной выставки в Москве он получил вторую премию.
В 1960-х — 1970-х годах А. Д. Ларин участвовал в проектировании отдельных жилых кварталов 79-79А Вешняков-Владычина и 72-72 Ивановского в Москве. Особенностью архитектурной бригады, которой он руководил с начала 1970-х годов, было то, что при застройке микрорайонов к типовым домам осуществлялись пристройки для общественных служб. Там размещались библиотека, зал бракосочетаний, универмаг и тому подобное. В этих небольших сооружениях А. Д. Ларин с соавторами находили оригинальные архитектурные решения, вносящие разнообразие в застройку. Одной из наиболее ярких подобных работ стала аптека «Красный крест» в Орехово-Борисово.
В первой половине 1970-х годов работал над проектами Дома народных художественных промыслов и Дома концертных организаций в Москве, был соавтором проекта архитектурного комплекса площади Ильича. Среди других его работ теннисный центр в Кунцеве, построенный по индивидуальному проекту 16-этажный жилой дом с выставочным залом и магазином «Цветы» на углу Зелёного проспекта и Новогиреевской улицы, детская библиотека на шоссе Энтузиастов, трёхзальный кинотеатр в Дзержинске Нижегородской области, Московский городской педагогический университет на 2-м Сельскохозяйственном проезде, теннисный центр «OLYMPIC STAR» на Рублевском шоссе. Среди нереализованных проектов Шведский королевский центр страховой медицины на Шлюзовой набережной в Москве, детский реабилитационный центр в Тульской области, комплекс зданий в Лаврушинском переулке в Москве, курзал на 1500 мест в Кисловодске.
С 1978 года работал в ЦНИИЭП имени Б. С. Мезенцева. Позднее работал в архитектурном бюро «Проект», архитектурной компании «Арксим», архитектурном бюро «Лара-Дит». Сотрудничал с мастерской № 3 Моспромпроекта, с архитектурными мастерскими А. С. Цивьяна и А. Р. Асадова.
Увлекался живописью и рисунком.
Умер 23 января 2020 года.

## Награды и звания
- Заслуженный архитектор РСФСР (1990)[1]
- Лауреат Государственной премии РСФСР в области архитектуры (1969)[1]
- Лауреат премии Москвы[4]
- Дважды лауреат смотра «Золотое сечение»[4]
- Две медали Союза архитекторов России «За высокое зодческое мастерство»[4]
- Медаль РААСН[4]
- Член-корреспондент Российской академии архитектуры и строительных наук[3]
- Действительный член Международной академии архитектуры в Москве[4]
- Член правления Союза архитекторов России[3]
- Член коллегии по профессиональной этике Союза московских архитекторов[3]
- Член конкурсной комиссии Москвы[3]
- Член Ученого Совета отделения архитектуры РААСН[3]
- Профессор МАРХИ[1]
- Доктор архитектуры[4]